# Puchar CEV w piłce siatkowej mężczyzn (1980–2007)
Puchar CEV siatkarzy (ang. CEV Cup Men) – międzynarodowe klubowe rozgrywki siatkarskie utworzone z inicjatywy Europejskiej Konfederacji Piłki Siatkowej (CEV) w 1980 roku będące trzecimi w hierarchii ważności (początkowo po Pucharze Europy Mistrzów Krajowych i Pucharze Europy Zdobywców Pucharów, później po Lidze Mistrzów i Pucharze Top Teams). Organizowane były regularnie do 2007 roku, kiedy CEV przeprowadziła reformę europejskich pucharów. Od sezonu 2007/2008 w miejsce Pucharu CEV rozgrywa się Puchar Challenge.

## Triumfatorzy
| Sezon     | Miejsce finału           | 1. miejsce                 | 2. miejsce                     | 3. miejsce                       | 4. miejsce                    |
| --------- | ------------------------ | -------------------------- | ------------------------------ | -------------------------------- | ----------------------------- |
| 1980/1981 | Cannes                   | AS Cannes                  | Amaro più Loreto               | Santal Parma                     | AS Grenoble                   |
| 1981/1982 | Leidschendam-Voorburg    | Starlift Voorburg          | Toseroni Roma                  | Güney Sanayi                     | Turavia Salesianos            |
| 1982/1983 | Leuven                   | Panini Modena              | Ubbink Orion Doetinchem        | AS Grenoble                      | Arago de Sète                 |
| 1983/1984 | Jemeppe-sur-Meuse        | Panini Modena              | Casio Milano                   | VVC Vught                        | Paderborn VC                  |
| 1984/1985 | Belgrad                  | Panini Modena              | Partizan Belgrad               | Kruikenburg Ternat               | Hormann VC Gand               |
| 1985/1986 | Sarajewo                 | Kutiba Falconara           | OK Bosna Sarajewo              | Bistefani Torino                 | Kruikenburg Ternat            |
| 1986/1987 | Bruksela                 | Enermix Milano             | Santal Parma                   | Červená hviezda Bratysława       | VC Lennik                     |
| 1987/1988 | Dudelange                | Awtomobilist Leningrad     | Ciesse Padwa                   | Montpellier UC                   | Arago de Sète                 |
| 1988/1989 | Bordeaux                 | Awtomobilist Leningrad     | Petrarca Padwa                 | Debic Zonhoven                   | JSA Bordeaux                  |
| 1989/1990 | Moers                    | Moerser SC                 | Partizan Belgrad               | Awtomobilist Leningrad           | AS Grenoble                   |
| 1990/1991 | Padwa                    | Sisley Treviso             | Radiotechnik Ryga              | Charro Padwa                     | Dinamo Moskwa                 |
| 1991/1992 | Parma                    | Maxicono Parma             | Charro Padwa                   | Bayer Wuppertal                  | Galatasaray                   |
| 1992/1993 | Montpellier              | Sisley Treviso             | Charro Padwa                   | Dinamo Moskwa                    | Bayer Wuppertal               |
| 1993/1994 | Padwa                    | Ignis Padwa                | Samotłor Niżniewartowsk        | VfB Friedrichshafen              | Bayer Wuppertal               |
| 1994/1995 | Parma                    | Cariparma Parma            | AO Orestiada                   | Tally Milano                     | Samotłor Niżniewartowsk       |
| 1995/1996 | Paryż                    | Alpitour Traco Cuneo       | Edilcuoghi Rawenna             | Aero Odolena Voda                | AO Orestiada                  |
| 1996/1997 | Genewa                   | Area Rawenna               | Netaş                          | Bayer Wuppertal                  | Aero Odolena Voda             |
| 1997/1998 | Rieti                    | Sisley Treviso             | Knack Roeselare                | Lube Banca Marche Macerata       | VK Jihostroj České Budějovice |
| 1998/1999 | San Benedetto del Tronto | Iveco Palermo              | Knack Roeselare                | SCC Berlin                       | Lube Banca Marche Macerata    |
| 1999/2000 | Florencja                | Piaggio Roma               | Casa Modena Unibon             | Mostostal-Azoty Kędzierzyn-Koźle | AO Orestiada                  |
| 2000/2001 | Sansepolcro              | Lube Banca Marche Macerata | Casa Modena Salumi             | Noliko Maaseik                   | Bossini Montichiari           |
| 2001/2002 | Cuneo                    | Noicom BreBanca Cuneo      | Lokomotiw Biełgorod            | Asystel Mediolan                 | Stade Poitevin Poitiers       |
| 2002/2003 | Jesolo                   | Sisley Treviso             | Lube Banca Marche Macerata     | Iskra Odincowo                   | Tourcoing LM                  |
| 2003/2004 | Modena                   | Kerakoll Modena            | Coprasystel Ventaglio Piacenza | Lokomotiw-Izumrud Jekaterynburg  | Panathinaikos AO              |
| 2004/2005 | Palma de Mallorca        | Lube Banca Marche Macerata | Son Amar Palma                 | Tourcoing LM                     | Pallavolo Padwa               |
| 2005/2006 | Padwa                    | Lube Banca Marche Macerata | Iskra Odincowo                 | Paris Volley                     | Pallavolo Padwa               |
| 2006/2007 | Nowy Urengoj             | Fakieł Nowy Urengoj        | Copra Berni Piacenza           | Halkbank                         | Stade Poitevin Poitiers       |